# Salle
Salle község (comune) Olaszország Abruzzo régiójában, Pescara megyében.

## Fekvése
A Majella Nemzeti Park területén fekszik az Orta folyó völgyében, a megye déli részén. Határai: Bolognano, Caramanico Terme, Corfinio, Pratola Peligna, Roccacasale, Sulmona és Tocco da Casauria.

## Története
Első említése a 11. századból származik. Nevét védőszentjérő, Roberto da Salléról kapta. A következő századokban nemesi birtok volt. Önálló községgé a 19. század elején vált, amikor a Nápolyi Királyságban felszámolták a feudalizmust. A 20. század első felében a óvárost (Salle vecchia) egy földrengés romba döntötte. A mai arculatát a fasiszta uralaom idején nyerte el.

## Népessége
A népesség számának alakulása:

## Főbb látnivalói
- Roberto da Salle múzeum
- Castello (középkori vár)
- San Salvatore-templom